# A Alma do Homem sob o Socialismo
The Soul of Man under Socialism (em português:  A Alma do Homem sob o Socialismo) é um ensaio de Oscar Wilde, escrito em 1891 e publicado na revista The Fortnightly Review. Nele, Wilde expõe uma visão de mundo socialista libertária e uma crítica à filantropia. A escrita de The Soul of Man ocorreu após a conversão de Wilde à filososfia anarquista, depois de ler as obras de Peter Kropotkin.
Em The Soul of Man, Wilde argumenta que sob o capitalismo: 
"[...] a maioria das pessoas estraga suas vidas com um altruísmo insalubre e exagerado - são forçadas a isso, de fato, e assim são estragadas: ao invés de perceber seus verdadeiros talentos, gastam seus tempo resolvendo problemas sociais causados pelo capitalismo, sem eliminar a causa comum deles. Assim, pessoas preocupadas "seria e muito sentimentalmente dão a si mesmas a tarefa de remediar os diabos que veêm na pobreza, mas seus remédios não curam a doença: eles meramente a prolongam". Para Wilde, "o objetivo adequado é tentar e reconstruir a sociedade de modo que a pobreza seja impossível".
James Joyce, em 1909,  pensou em traduzir a versão italiana de The Soul of Man Under Socialism.